# Уилям Уимзът
Уилям Курц Уимзът Младши (на английски: William Kurtz Wimsatt, Jr., р. 17 ноември 1907, Вашингтон, САЩ – п. 17 декември 1975, САЩ) е американски литературен теоретик. Известен е на първо място с двете есета, които пише заедно с Монро Бърдсли – „The Intentional Fallacy“ и „The Affective Fallacy“ – ключови текстове за Новото литературознание.

## Биография
Роден е във Вашингтон. Завършва Джорджтаунския университет, а след това получава докторска степен в Йейлския университет (1939 г.). През 1939 г. започва да преподава в департамента по англицистика на Йейлския университет, където остава до смъртта си през 1975 г.
Основната област на научните му интереси е английската литература от 18 век.

## Влияния
Уимзът е повлиян от Монро Бърдсли, съвместно с когото пише някои от най-важните си текстове. Запознава се и изследва внимателно естетическите теории на антични автори (на първо място на Аристотел и Касий Лонгин), както и на свои съвременници като Томас Стърнз Елиът.
Самият той оказва важно влияние върху развитието на Литературознанието на читателския отклик, както признава например Стенли Фиш, както и върху трудовете на Уолтър Бен Майкълс и Стивън Нап, които му посвещават страници в своя прочут теоретичен манифест „Срещу теорията“.

## Признание
През 1963 г. Уимзът получава титлата почетен доктор на университета в Сейнт Луис.